# Pomorie Point
Der Pomorie Point (englisch; bulgarisch нос Поморие nos Pomorie) ist eine Landspitze der Livingston-Insel im Archipel der Südlichen Shetlandinseln. Auf der Warna-Halbinsel bildet sie 5,2 km südöstlich des Williams Point, 7,5 km nordöstlich des Miziya Peak, 5,9 km nordwestlich des Inott Point, 3,9 km südsüdwestlich des Duff Point und 2,5 km südsüdöstlich des Channel Rock die Nordseite der Einfahrt zur Lister Cove.
Die bulgarische Kommission für Antarktische Geographische Namen benannte sie 2004 nach der bulgarischen Stadt Pomorie.